# فرانسوا پی‌یر آلیپ
ماری فرانسوا ژول آلیپ (به فرانسوی:Marie François Jules Alype) یا فرانسوا پیر-آلیپ (به فرانسوی: François Pierre-Alype) (تولد. سن-دونی، رئونیون، ۱۱ آوریل ۱۸۸۶ میلادی - وفات. سورزن فرانسه، ۵ فوریه ۱۹۵۶ میلادی)، وی در ادارهٔ استعمار فرانسه، وزارت داخلی فرانسه و در یک روزنامهٔ فرانسه مشغول به کار بود. همچنین در تاریخ ۹ فوریه تا ۲۸ آوریل ۱۹۲۶ میلادی در رأس حکومت سوریه قرار گرفت.

## تألیفات
- La provocation allemande aux colonies, Berger-Levrault,1915
- L’Éthiopie et les convoitises allemandes: la politique anglo-franco-italienne, Berger-Levrault, 1917
- Préface de La Syrie et la France, de Paul Roederer, Berger-Levrault, 1917,
- Sous la couronne de Salomon: L'empire des négus, de la reine de Saba à la Société des nations, Plon 1935 (۱ère édition: 1925)